# بتا هیدروکسی اسید

۳-هیدروکسی‌پروپیونیک اسید، یک بتا هیدروکسی اسید ساده

بتا هیدروکسی اسید یا β-هیدروکسی اسید (BHA) یک ترکیب آلی است که حاوی یک گروه عاملی کربوکسیلیک اسید و گروه عاملی هیدروکسی است که توسط دو اتم کربن از هم جدا شده‌اند. این ترکیبات ارتباط نزدیکی با آلفا هیدروکسی اسیدها دارند که در آن همین دو گروه عاملی با یک اتم کربن از هم جدا می‌شوند.
در لوازم آرایشی، اصطلاح بتا هیدروکسی اسید به طور خاص به سالیسیلیک اسید اشاره دارد که در برخی از کرم‌های ضد پیری و درمان‌های آکنه استفاده می‌شود. این ماده همچنین برای مبارزه با التهاب استفاده می‌شود.
پس از واکنش آب‌گیری، بتا هیدروکسی اسیدها یک اسید غیراشباع آلفا-بتا تولید می‌کنند.

## خواص اسیدی
در مقایسه با کربوکسیلیک اسیدهای غیرهیدروکسیله، این گروه از اسیدها قوی تر هستند، اگرچه از آلفا هیدروکسی اسیدها ضعیف تر هستند. به دلیل فاصله بیشتر، پل هیدروژنی درون مولکولی در مقایسه با آلفا هیدروکسی اسیدها آسانتر تشکیل می‌شود. در  جدول زیر ثابت اسیدی برخی از مقادیر سری پروپیونیک عنوان شده‌است.
| نام                       | pKa  |
| ------------------------- | ---- |
| پروپانوئیک اسید           | ۴٫۸۷ |
| α-هیدروکسی پروپیونیک اسید | ۳٫۸۶ |
| β-هیدروکسی‌پروپیونیک اسید  | ۴٫۵۱ |

سایر اسیدهای بتا هیدروکسی عبارتند از:
- بتا-هیدروکسی‌بوتیریک اسید
- ۳-هیدروکسی‌پنتانوئیک اسید
- ۳-هیدروکسی‌اکتانوئیک اسید
- 3-هیدروکسی‌دکانوئیک اسید
- β-هیدروکسی بتا-متیل‌بوتیریک اسید
- کارنیتین
- سالیسیلیک اسید، یک بتا-هیدروکسی اسید

## همچنین ببینید
- آلفا هیدروکسی اسید
- امگا هیدروکسی اسید